# تایرنت لو بلانک
تایرنت لو بلانک (به انگلیسی: Tirant lo Blanc (film)) یک فیلم تاریخی ماجرایی محصول سال ۲۰۰۶ به کارگردانی ویسنته آراندا است.
این فیلم همچنین به نام توطئه دوشیزگان نیز مشهور است. این فیلم بر اساس کتاب جوانمردانه «تایرنت لو بلانش» (به اسپانیایی: Tirante el Blanco) می‌باشد که در سال ۱۴۹۰ میلادی به قلم جانت مارتورل و به زبان والنسیایی منتشر شده‌است. این کتاب داستانِ تاریخی متفاوت، از وقایع منجر به سقوط قسطنطنیه روایت می‌کند .

فیلم «تایرنت لو بلانک» در مادرید، استانبول، پالرمو، گرانادا، اوئلوا، بارسلون و والنسیا فیلم‌برداری شده‌است.

## بازیگران
- کاسپر زافر در نقش «تایرنت لو بلانک»
- استر نوبیولا در نقش «کارمزینا»
- بیکتوریا آبریل در نقش «اینس، بیوه آرام»
- لئونور واتلینگ در نقش «لذت-از-زندگی-من»
- اینگرید روبیو در نقش «استفانیا»
- چارلی کاکس در نقش «دایفیتس»
- جانکارلو جانینی در نقش «امپراتور»
- جین اشر در نقش «ملکه»
- سید میچل در نقش «هیپولیتوس»
- رافائل آرماگو در نقش «محمد چهارم»
- جی بندیکت در نقش «سفیر ترکیه»
- ربکا کوبوس در نقش «الیسو»

## داستان
در سال ۱۴۰۱، تیران لو بلان، یک شوالیه مشهور، با نیروهای کوچک اما سخت جنگ آلموگورس خود به بندر قسطنطنیه می‌رسد. تنها پسر امپراتور اخیراً توسط ترکها کشته شده و امپراتور بیزانس خیلی پیر است تا ارتش خود را در نبرد رهبری کند. قسطنطنیه در معرض تهدید حمله عثمانی است و به همین دلیل به یک رهبر نظامی ماهر نیاز دارد. پس از ورود، تیرانت توسط امپراتور پذیرفته می‌شود که وی را فرمانده فرمانده ارتش امپراتوری می‌کند.